# Acacia drummondii
Acacia drummondii är en ärtväxtart som beskrevs av John Lindley. Acacia drummondii ingår i släktet akacior, och familjen ärtväxter.

## Underarter
Arten delas in i följande underarter:
- A. d. affinis
- A. d. candolleana
- A. d. drummondii
- A. d. elegans

## Bildgalleri

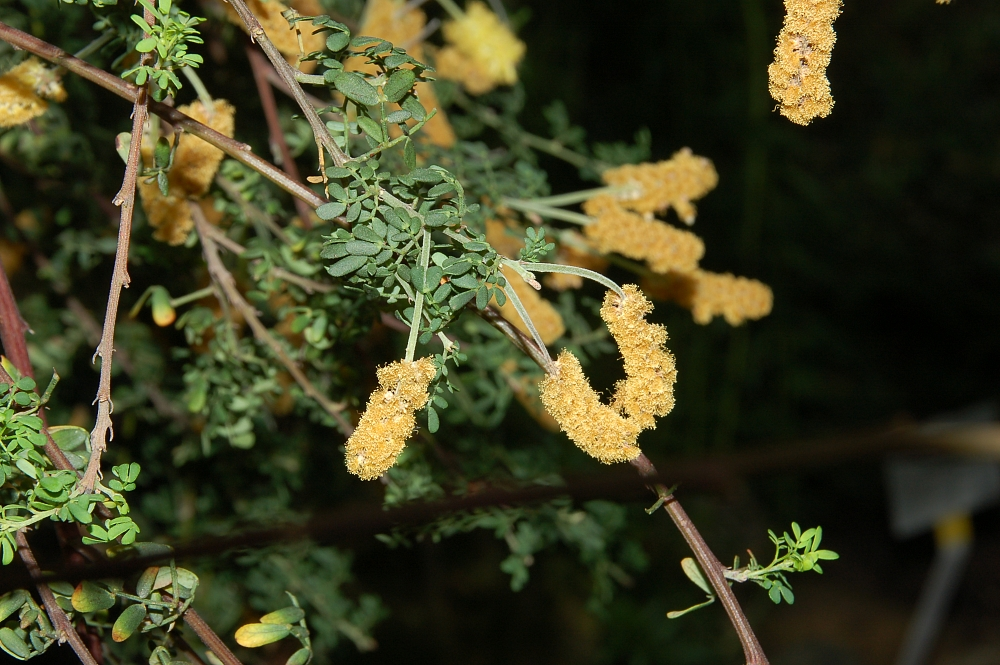